# Trigonospila stipatus
Trigonospila stipatus är en tvåvingeart som beskrevs av Henry J. Reinhard 1958. Trigonospila stipatus ingår i släktet Trigonospila och familjen parasitflugor. Inga underarter finns listade i Catalogue of Life.